# 플루트

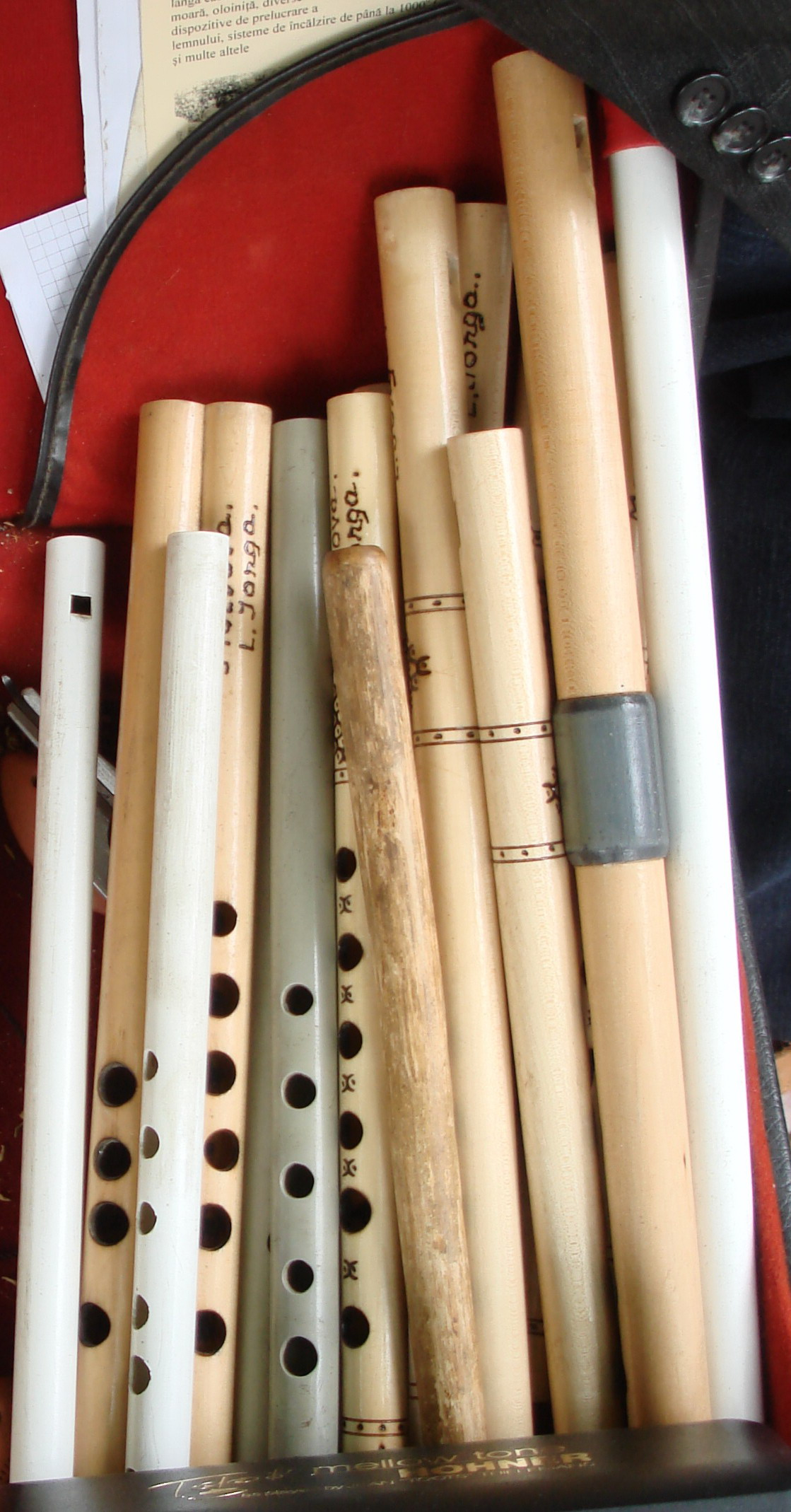

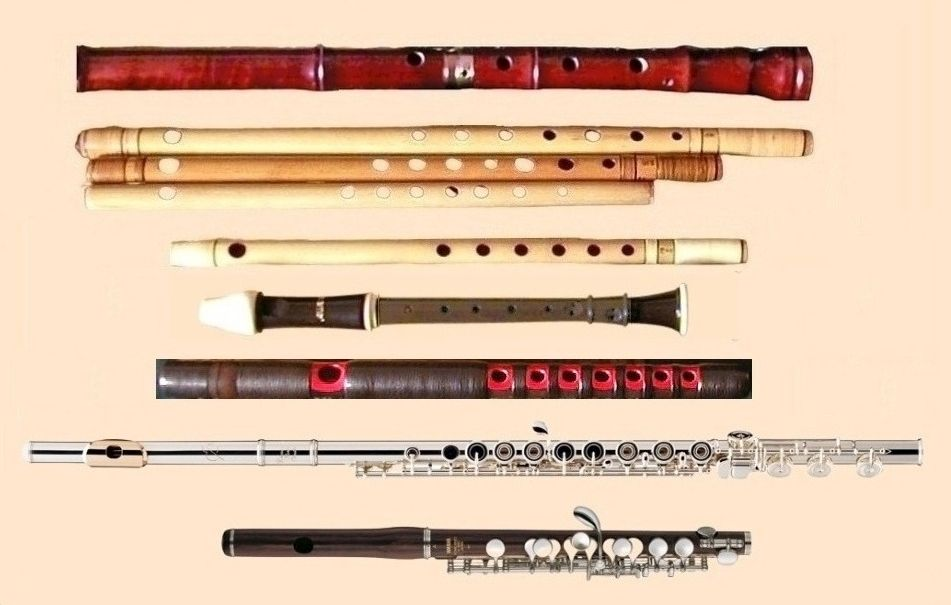
시노부에 등 다양한 플루트

플루트(영어: flute, 문화어: 플류트)는 목관악기이자 기명악기의 하나다. 다른 목관악기들과는 달리 리드를 사용하지 않고 관에 바람을 불어넣어 소리가 나게 하는 간단한 원리를 이용하여 뚫어진 구멍을 손가락으로 막거나 열어 음의 고저를 조절한다.
원래 플루트란 리드가 없는 관악기의 총칭이나, 오늘날에는 오케스트라에 쓰이는 특정의 가로피리(橫笛)를 말한다. 이 문서에서는 광의의 플루트를 다루며 협의의 플루트는 콘서트 플루트라고 한다. 플루트를 연주하는 사람은 플루티스트라고 한다.

## 역사
현재 발견된 가장 오래된 플루트는 슬로베니아에서 발견된 디브예 바베 플루트로 약 43,000년 전으로 거슬러 올라가는 악기다. 2008년 독일에서는 최소 35,000년 전의 플루트가 발견되기도 했다.
아시아도 오래된 플루트 문화가 있는데 중국에서 9000년 된 뼈피리가 발굴되었으며 주나라 때는 플루트에 대한 역사 기록을 남기기도 했다. 커트 작스는 인도에서 힌두교 예술에서 대나무 플루트에 대한 얘기가 등장하는 것을 발견했다. 플루트에 대한 최초의 기록은 기원전 2600년경에서 2700년경 전에 작성된 쐐기 문자다.
역사학자 알렉산더 부흐너는 선사 시대 유럽에 플루트가 존재했지만 그 문화가 이어지지 못했고 오늘날 유럽 플루트의 기원은 아시아라고 주장했다. 어떠한 경위로 전파되었는지는 불명확하지만 12·13세기 독일에서는 이미 플루트가 존재했다고 한다. 이 지역에서 특히 애용된 플루트는 6개 구멍의 라조로, 이 악기가 현재의 플루트와 직접 연관되어 있다. 이후의 플루트의 역사는 음빛깔의 개량, 음넓이의 확대, 반음계의 도입 및 주법을 용이하게 하기 위한 키의 채용 등의 역사이다. 18세기에는 그때까지 우세했던 세로로 부는 플루트인 리코더를 능가하게 되었다. 19세기 초엽, 영국인 노런에 의한 링·키의 발명, 더욱 전기한 뵘에 의한 개량을 거쳐 현재에 이르렀다.

## 종류
플루트는 많은 종류가 있다. 리코더처럼 세로로 부는 형태가 있으며 가로로 부는 형태도 있다.
인도에서는 유럽의 플루트와는 구분되는 독립적인 형태로 반수리와 베누라는 전통적인 악기가 있다. 중국에서는 당적을 비롯한 여러 플루트가 발달했는데 대부분은 대나무로 만들어졌지만 옥, 뼈, 철로 만들어진 것도 있다. 한국은 대금이라는 플루트가 있는데 독특한 음색을 가지고 있다. 일본에서는 플루트를 후에(笛)라고 하는데 샤쿠하치, 홋치쿠, 고마부에, 류테키, 노칸, 시노부에, 가구라부에, 민테기 등 많은 종류가 있다.

## 저명한 플루티스트
- 장-피에르 랑팔
- 제임스 골웨이
- 에마뉘엘 파위
- 최나경
- 김유빈
- 알렉시스 코센코
- 바르톨드 쿠이켄
- 마르크 앙타이
- 빌버트 하젤제트

## 같이 보기
- 콘서트 플루트
- 리코더
- 시쿠